# Лебеда головатая
Лебеда́ голова́тая, или Лебеда Бабингтона, или Лебеда почти голая, или Лебеда гладковатая (лат. Atriplex glabriuscula) — вид двудольных растений рода Лебеда (Atriplex) семейства Амарантовые (Amaranthaceae). Впервые описан ботаником Томасом Эдмондстоном в 1845 году.
Разновидности — Atriplex glabriuscula var. acadiensis (Tascher.) S.L. Welsh и Atriplex glabriuscula var. franktonii (Tascher.) S.L. Welsh.

## Распространение и среда обитания
Встречается в Северной Америке и Европе. В Европе известна из прибрежных районов на севере и западе этой части света.
Растёт на песчаных и гравийных берегах на уровне или чуть выше уровня моря.

## Ботаническое описание

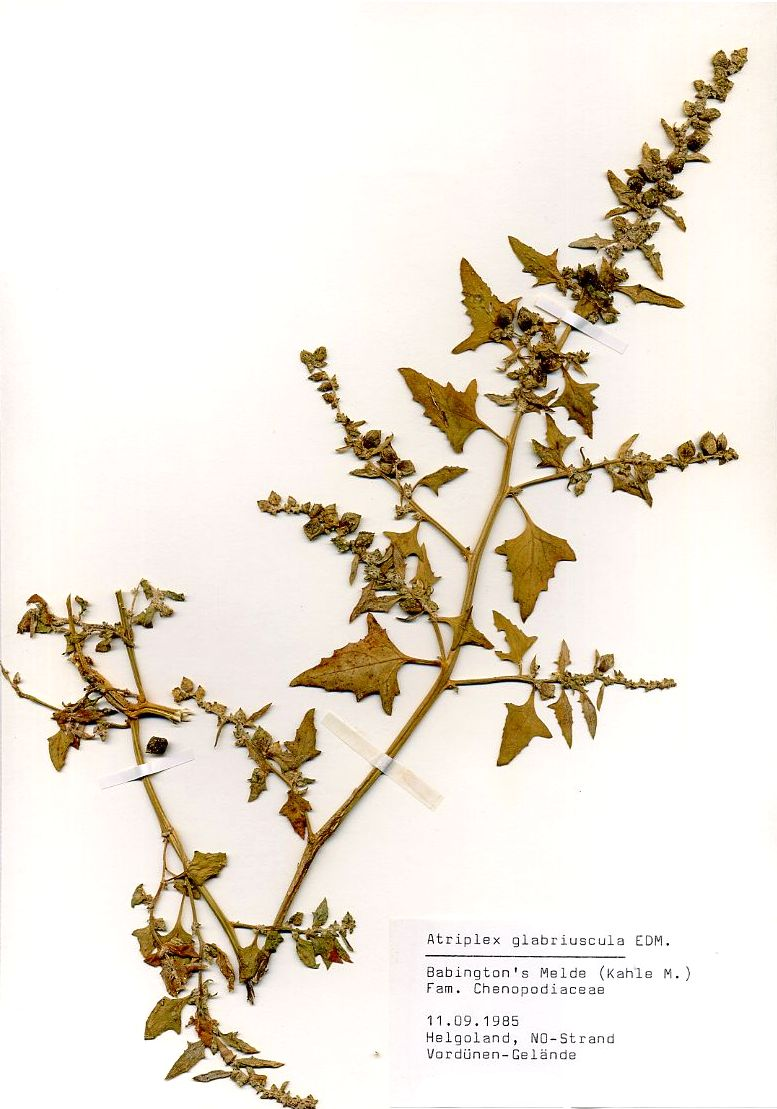
Экземпляр растения из гербария

Однолетнее травянистое растение размером 20—60 см со стелющимся стеблем, к осени окрашивающимся в красноватый цвет.
Листья простые, треугольной или ланцетной формы, зубчатые либо гладкие по краям.
Соцветие — клубочек. Женские цветки без околоцветника.
Цветёт в июле и августе, семена созревают с августа по сентябрь.
Число хромосом — 2n=18.
Внешне очень схожа с Atriplex prostrata и Atriplex calotheca.

## Значение
Молодые листья можно есть. Семена используются в качестве загустителя для выпечки или подмешиваются к муке при приготовлении хлеба.

## Природоохранная ситуация
Занесена в Красные книги Латвии и Мурманской области России.

## Синонимы
Синонимичные названия:
- Atriplex babingtonii J.Woods
- Atriplex glabriuscula var. oblanceolata Vict. & J.Rousseau
- Atriplex hastata var. oblanceolata (Vict. & J.Rousseau) B.Boivin
- Atriplex patula subsp. glabriuscula (Edmondston) H.M.Hall & Clem.
- Atriplex patula var. oblanceolata (Vict. & J.Rousseau) B.Boivin